# Memento Mori (álbum de Flyleaf)
Memento mori es el segundo álbum de estudio de la banda de rock Flyleaf, publicado a través de A & M Records Octone el 10 de noviembre de 2009. El título es una frase latina que significa ‘ser consciente de la muerte’ o ‘recuerda que va a morir’. Memento mori debutó en el número 8 en la lista Billboard 200, vendiendo 56 000 unidades en su primera semana.

## Antecedentes
El álbum es la continuación a sú álbum debut de platino del 2005. Contiene 14 canciones de las 30 que ya se habían escrito en giras anteriores. La banda se reunió con el productor Howard Benson para hacer el álbum, que fue grabado en Bay7 Studios en Los Ángeles, California, se lanzó a la venta el 10 de noviembre de 2009. Flyleaf anteriormente había estrenado en vivo dos canciones (Chasm y Circle) durante un mini tour acústico en Afganistán, para las tropas estadounidenses. 
Flyleaf anunció que el 25 de agosto de 2009, el primer sencillo de Memento Mori, titulado "Again" fue lanzado en las radios, así como en tiendas digitales, Meiert Avis dirigió el vídeo de "Again" que fue lanzado a las 12 a. m. el 30 de septiembre de 2009, en la MTV. Don Tyler dirigió el vídeo musical de "Beautiful Bride", que fue lanzado el 6 de octubre de 2009.

## Lista de canciones
| Standard Edition |                              |          |  |
| N.º              | Título                       | Duración |  |
| 1.               | «Beautiful Bride»            | 3:03     |  |
| 2.               | «Again»                      | 3:10     |  |
| 3.               | «Chasm»                      | 2:54     |  |
| 4.               | «Missing»                    | 2:55     |  |
| 5.               | «This Close»                 | 3:21     |  |
| 6.               | «The Kind»                   | 2:47     |  |
| 7.               | «In The Dark»                | 3:47     |  |
| 8.               | «Set Apart This Dream»       | 3:15     |  |
| 9.               | «Swept Away»                 | 4:09     |  |
| 10.              | «Tiny Heart»                 | 3:07     |  |
| 11.              | «Melting (Interlude)»        | 0:57     |  |
| 12.              | «Treasure»                   | 3:24     |  |
| 13.              | «Circle»                     | 3:03     |  |
| 14.              | «Arise»                      | 4:18     |  |
| 15.              | «Uncle Bobby» (pista oculta) | 4:22     |  |

### Temas extra
| Edición Expandida dos CD |                    |          |  |
| N.º                      | Título             | Duración |  |
| 16.                      | «Break Your Knees» | 4:26     |  |
| 17.                      | «Enemy»            | 3:43     |  |
| 18.                      | «Have We Lost»     | 2:56     |  |
| 19.                      | «Who Am I»         | 2:37     |  |

| Temas extra para iTunes |                                                                                         |          |  |
| N.º                     | Título                                                                                  | Duración |  |
| 16.                     | «Stay (Faraway, So Close) (versionando a U2)» (Lanzado en "The Target Red Room Vol. 5") | 4:53     |  |
| 17.                     | «Bitter Sweet» (Exclusiva para pre-compras)                                             | 4:03     |  |

| Temas extra para Amazon MP3 |                                  |          |  |
| N.º                         | Título                           | Duración |  |
| 16.                         | «Tina» (de Much Like Falling EP) | 2:31     |  |

| Rhapsody Bonus Track |                                                     |          |  |
| N.º                  | Título                                              | Duración |  |
| 16.                  | «Supernatural (Acoustic)» (de Much Like Falling EP) | 4:25     |  |

| Tema extra para Walmart.com |                                               |          |  |
| N.º                         | Título                                        | Duración |  |
| 16.                         | «Justice and Mercy» (de Much Like Falling EP) | 2:34     |  |